# Плешчејево језеро
Плешчејево језеро национални парк (рус. Плещеево озеро (национальный парк)), обухвата језеро Плешчејево и околна подручја. Језеро је веома популарно за одмор и рекреацију, као еколошко станиште, и некадашње одмаралиште руских царева. Језеро се налази у централном делу Источноевропске низије, око 130 км североисточно од Москве, у басену горње Волге. Југоисточно од парка се налази град Переслављ-Залески, Јарославска област.

## Топографија
Језеро је пречника 9 км, дужина обале износи 28 км. Највећа дубина је 25 метара али је језеро углавном плитко у приобалним деловима. Околна обала и регија су обликоване од стране заосталих глечера из последњег леденог доба, остављајући пећински тип пејзажа: шљунковите формације дугих гребена, обимних мочвара и кривудавих река и повремених изолованих брда. Виши терен изнад језера су речне долине са терасама, а влажна подручја средњег региона укључују тресетне бране и друга мочварна подручја, укључујући Берендејевске мочваре (5007 хектара). 

## Клима и екорегион
Клима у националном парку Плешчејево језеро је умереноконтинентална клима (Кепенова класификација климата Dfb), карактеришу је четири годишња доба, велика разлика између зимских и летњих температура, дуге зиме и кратка, топла и кишна лета. Просечна температура у јануару износи –13 Ц а 18 Ц у јулу. Просечна годишња количина падавина износи 584 мм. Просечна дубина снежног покривача износи 40 цм. Језеро се зими замрзава до дубине од 1 м.
Национални парк Плешчејево језеро је део екорегиона "Сарматске мешовите шуме" (WWF ID#436). Овај екорегион је прекривен ниским шумама, језерима и мочварама, која се креће од Балтичког мора до Урала на истоку. Шумски покривач је обично мешовина четинарског и листопадног дрвећа, са великим непрекиданим пределима под пољопривредним парцелама. Водено станиште парка припада слатководном екорегиону "Волга-Урал" (WWF ID#410), карактерише га велики број врста са малим бројем ендема. Од 65 врста риба у екорегиону, 19 се налази у језеру Плешчејево. Изградњом брана, и акумулација слива Волге прекинута су мрестилишта бројних врста риба.

## Фауна
Територија парка је парцијално шумовита, са деловима вештачки посађених белих борова (пре 130-150 година) дуж обале. Најчешће су шуме смреке и јасике, а у северном делу парка се срећу храстове шуме У парку је забележено 790 врста васкуларних биљака у 93 различите породице.
У парк је забележено 300 врста кичмењака, укључујући 60 врста сисара, 210 птица, 10 гмизаваца и водоземаца, 109 инсеката и 19 риба. Велика "Coregonus albus Pereslavicus" (руски: "Ryapushka"), је слатководна бела риба рода пастрмке, ендемска је врста Плешчејево језера. Он није угрожен често се лови и представља локални деликатес. Забележено је да се лови од 1645. године.
- " Coregonus albus Pereslavicus ", језерски ендем
- " Coregonus albus Pereslavicus " на грбу града Переслављ-Залески

## Историја
Регион језера је насељен већ миленијумима, и показује дугу интеракцију природних и људских ресурса. Стари град Переслављ има широк спектар историјских, културних и природних знаменитости. Град привлачи стотине хиљада посетилаца сваке године да виде његове историјске грађевине и локације.